# Shengsi
Shengsi léase Shéng-Si (en chino simplificado, 嵊泗县; pinyin, Shèngsì xiàn) es un condado insular bajo la administración directa de la ciudad-prefectura de Zhoushan. Se ubica en la provincia de Zhejiang, este de la República Popular China. El condado se dispersa por 630 islas e islotes conocidas como Islas Shengsi, un área terrestre en conjunto es de 96 km². El mar ocupa 8738 km² lo que significa que su columna económica es el transporte marítimo , su población total para 2010 superó los 70 mil habitantes.

## Administración
El condado de Shengsi se divide en 7 pueblos que se administran en 3 poblados y 4 villas.